# L'Essai

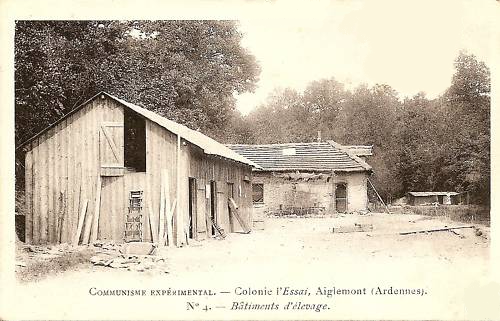

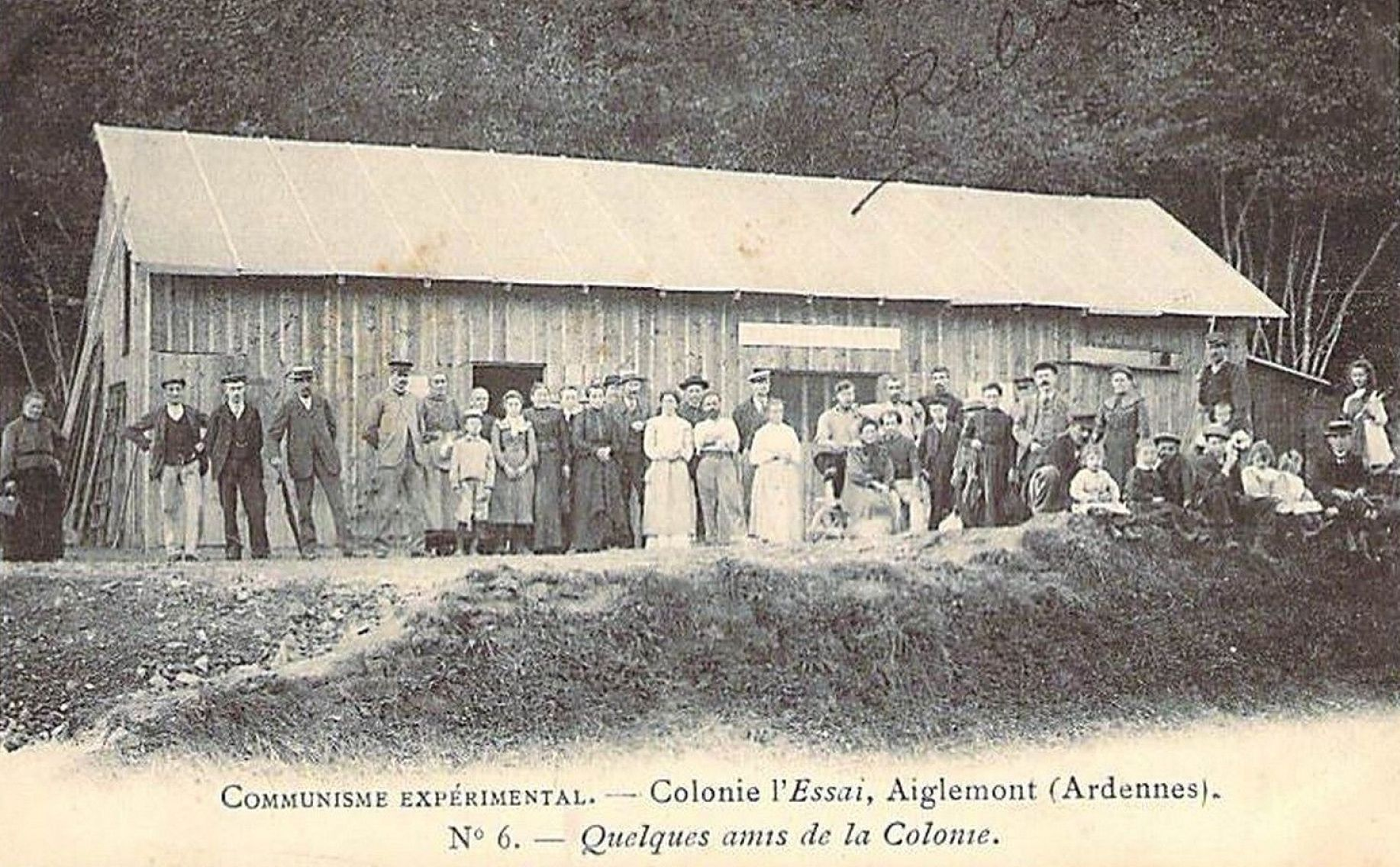

L'Essai, ou Colonie communiste d'Aiglemont est une communauté libertaire fondée en 1903 par Jean-Charles Fortuné Henry à Aiglemont dans les Ardennes françaises.

## Origines
Jean-Charles Fortuné Henry, emprisonné au moment de l'exécution de son frère Émile Henry, est étroitement surveillé à sa sortie de prison.
Il quitte Paris, et cherche à transformer la société par d'autres moyens.
En juin 1903, avec le soutien du journal Libertaire dont il est proche, il décide de s'installer  dans un petit village appelé Aiglemont, et plus précisément dans une clairière, la clairière du Gesly et d'y fonder une communauté libertaire : L'Essai. C'est l'écrivain ouvrier Théophile Malicet qui rapporte l'histoire de cette première colonie.
Tout commence par une hutte de Fortuné Henry : « C’est un trou fait dans la terre : deux branches d’arbres constituent la charpente ; un peu de paille et de boue suffisent à la toiture ». Elle est construite avec les matériaux disponibles sur le terrain.

## Constructions
Aidé par Henri Gualbert et François Malicet, deux compagnons de la commune de Nouzon toute proche, qui viennent lui prêter main-forte, la première maison est montée pour passer l’hiver : deux pièces au rez-de-chaussée, un grenier de neuf mètres par-dessus.
En février 1904, Fortuné Henry, en quête d'argent, écrit à un industriel philanthrope de Haute-Savoie qu’il veut « édifier une société de Bonheur, de Justice et de Vérité » et « réaliser le rêve qu'Émile Zola a conçu dans le Travail ». En décembre 1904, la maison a été complétée par un atelier de charpente et de menuiserie, deux hangars, une forge, une écurie cimentée, une étable ainsi que des cabanes, poulaillers et autres clapiers pour les animaux. D'autres colons s'installent, 5 permanent début 1904 devenus 11 fin de la même année, dont une femme. Sans compter les personnes qui gravitent autour et y sont hébergés temporairement. Plusieurs personnalités anarchistes passent sur place, dont Louis Matha et Sébastien Faure.
Dans le courant de 1904, André Mounier rejoint l'aventure et est désigné comme agronome. Ses compétences en agriculture vont permettre à la colonie, jusque-là tournée essentiellement vers le maraîchage et le petit élevage (canards et chèvres), d’entreprendre la culture sur une plus grande échelle en louant des terres communales attenantes, pour y faire pousser du seigle, des pommes de terre et des betteraves. André Mounier se charge d’écouler les légumes et volailles produits en surplus sur les marchés de Nouzon et de Charleville.

## Rayonnement
En mars 1905, le foyer principal de L'Essai est construit. Ce nouvel édifice, fait de fibrociment, et colmaté par de la toile enduite de céruse, mesure 14 mètres de long sur 8,5 mètres de large. Il se compose d'un grenier, d'une cave et de dix pièces, dont une grande salle à manger. Ce bâtiment devient le symbole de la colonie. Le groupe de colons augmente de manière régulière pour atteindre un maximum de vingt.
Des artistes viennent à la rencontre de la communauté, comme le caricaturiste Alexandre Steinlen, l'auteur dramatique Maurice Donnay, le journaliste et romancier Lucien Descaves, le peintre Francis Jourdain, et le romancier, personnalité de gauche et futur prix Nobel Anatole France.

## Fin de l'expérience
En 1906, les premières tensions à la colonie s’affichent dans la presse. Fortuné Henry, le fondateur, est une personnalité charismatique, mais il se défend lui-même d’être le dirigeant unique de l’entreprise.
En mars 1907, dans un discours qu’il prononce à Paris, il prétend vouloir faire « cesser une situation intolérable parce qu’elle tend à faire considérer la colonie L’Essai comme non seulement l’œuvre d’un homme, mais comme sa propriété et son fief. Or, mon souci le plus grand, aidé de mes camarades d’Aiglemont, a été d’impersonnaliser la tentative, et nous y sommes arrivés ».
En mai 1907, Fortuné Henry écrit dans les colonnes du Libertaire : « Il est passé à Aiglemont, comme d’ailleurs il est passé et passera dans toutes les tentatives libertaires, à côté des éléments sédentaires, des philosophes trop philosophes, des camarades ayant préjugé de leurs forces et de leur volonté, des partisans d’absolu, des paresseux, des estampeurs croyant avoir trouvé le refuge rêvé, enfin des malhonnêtes moralement parlant » (Le Libertaire, n°21, 24-31 mai 1907).

## Publications

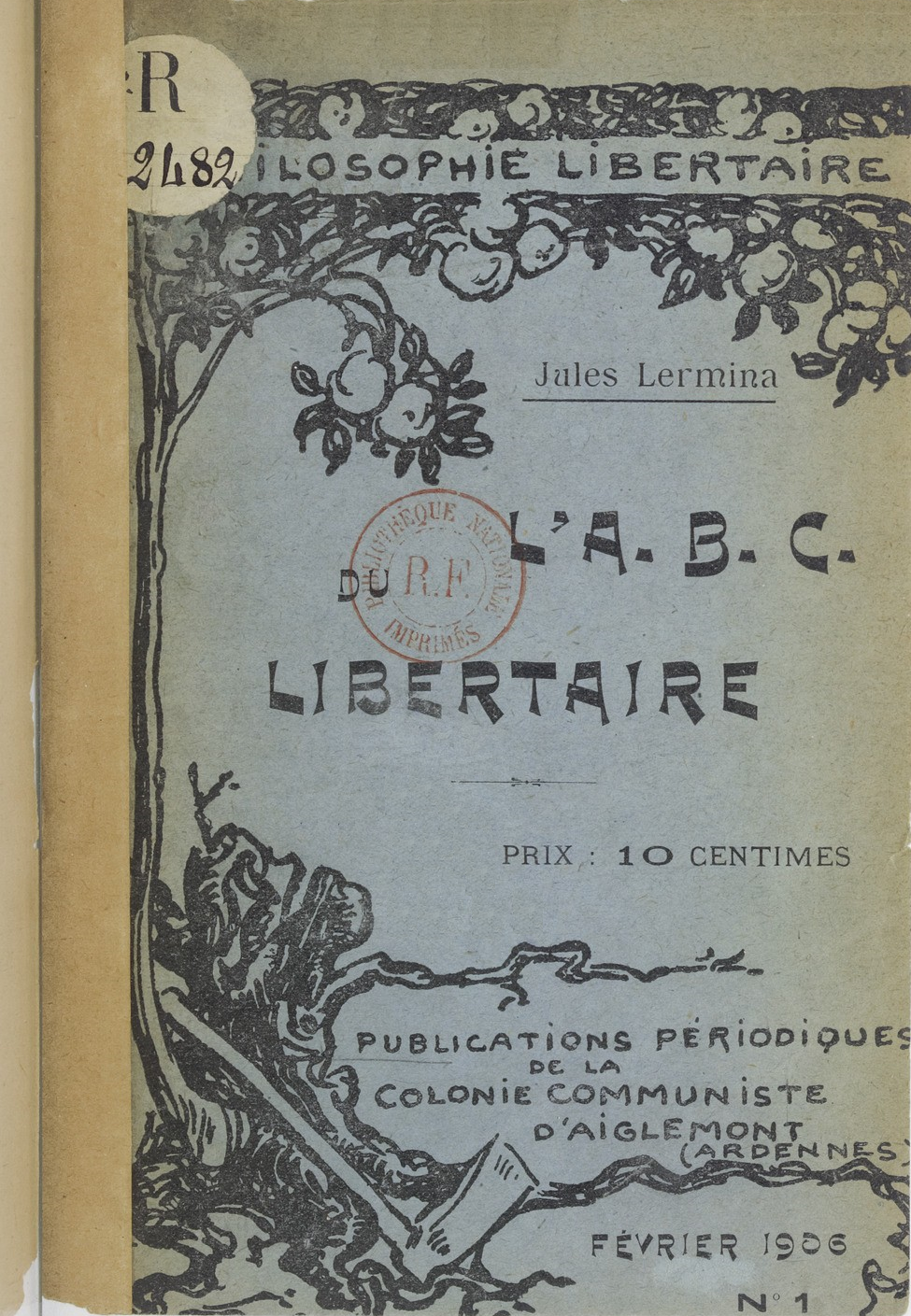
Jules Lermina, L’A.B.C. du libertaire, Publications périodiques de la Communauté communiste d’Aiglemont, n°1, février 1906.

Dotée d'une imprimerie, la colonie publie une collection de brochures dont la première, en février 1906, de Jules Lermina, L’A.B.C. du libertaire,.
L'intention est définie en introduction de cette publication : « Les idées libertaires sont peu connues ou faussées à dessein par ceux contre lesquels nous luttons et dont l'égoïste intérêt maintient l'erreur et l'ignorance au prix des pires mensonges. La série de publications que nous commençons aujourd'hui avec l'aide de camarades qui trouvent tout naturel d'exprimer ce qui leur semble juste et vrai est un complément à l'œuvre que nous avons commencée à Aiglemont. Nous estimons que la diffusion des principes anarchistes, que le libre examen et la juste critique de ce qui est autour de nous ne peuvent que favoriser le développement intégral de ceux qui nous liront. Montrer combien l'autorité est irrationnelle et immorale, la combattre sous toutes ses formes, lutter contre les préjugés, faire penser. Permettre aux hommes de s'affranchir d'eux-mêmes d'abord, des autres ensuite; faire que ceux qui s'ignorent naissent à nouveau, préparer pour tous ce qui est déjà possible pour les quelques-uns que nous sommes, une société harmonieuse d'hommes conscients, prélude d'un monde de liberté et d'amour. Voilà notre œuvre; elle sera l'œuvre de tous si tous veulent, animés de l'esprit de vérité et de justice, marcher à la conquête d'un meilleur devenir. »
Elle édite un journal dont le titre, Le Cubillot, démontre sa volonté de s'adresser aux ouvriers métallurgistes de la vallée toute proche de la Meuse. Dans le premier numéro, en juin 1906, Fortuné Henry imagine les phases de transition vers une société communiste et écrit : « il se passera encore quelques générations avant que l'ère des violences ne soit définitivement close et il est probable que les producteurs ne pourront bien souvent reconquérir les instruments de production autrement que par la force. Que va-t-il  se passer ? Les producteurs commenceront par s'associer en petits groupements communistes qui réaliseront en petit leur idéal, avec cette différence qu'ils resteront sous la dépendance des gouvernants et qu'ils souffriront de l'organisation sociale actuelle dans les rapports commerciaux ou autres qu'ils devront continuer à avoir avec l'extérieur ».